# Colby Simmons
Colby Simmons (født 16. oktober 2003 i Durango) er en cykelrytter fra USA, der kører for EF Education-EasyPost. Han er lillebror til Quinn Simmons.
De første to cykelløb han deltog i på UCI World Touren var to monumenter i 2025.